# Doy un paso atrás
«Doy un paso atrás» es el tercer sencillo del álbum debut Inevitable del cantante mexicano Samo. El 21 de diciembre de 2013 el cantante anunció en su cuenta de Twitter el lanzamiento del tema como sencillo. El 8 de enero de 2014 se anunció oficialmente en la página del cantante el lanzamiento del tercer sencillo. Musicalmente, Samo describió el sencillo como una canción «muy honesta, con melodía fuerte [...] creo que deja algo en la gente que la escucha».

## Composición y lanzamiento
El sencillo fue compuesto por Samo junto a Mike Hernandez, Chino Mejía y Manu Moreno ). Las adaptaciones y el trabajo en la melodía de la canción fue realizado por Samo en la ciudad de Miami y por el productor Manu Moreno en México, D.F. El 20 de diciembre de 2014 anunció en su cuenta de Twitter que el tema es lanzado oficialmente en las radios. El 8 de enero de 2014 se comparte oficialmente en la página del cantante el lanzamiento del sencillo. El 23 de julio de 2013 se lanzó el álbum con 14 temas más un DVD que incluye el tema interpretado en vivo.
Sobre el tema, el cantante expresó que «es una canción que cuando escuché en piano (la escribí en coautoría con Manu, gran autor y productor), supe que tenía que cantarla. Hicimos adaptaciones en la melodía y trabajamos a larga distancia porque no la escribimos juntos. Cuando una canción tiene magia no hay manera de detenerla. La trabajamos yo en Miami y él en México y creo que hubo mucha magia. Es muy honesta, con melodía fuerte y la disfruto enormemente al momento de interpretarla… creo que deja algo en la gente que la escucha».

## Presentaciones en vivo
En julio de 2013 realiza "Samo Sony Sessions", una presentación acústica donde interpreta el sencillo dentro de su setlist.
El 6 de febrero de 2014 se presentó en el programa Es de noche con René Franco interpretando el sencillo. El 6 de febrero de 2014 se presentó además en el programa Para Todos del canal Fox donde interpretó el sencillo nuevamente. El 15 de febrero de 2014 se presentó en el programa mexicano Sabadazo interpretando nuevamente el sencillo. El 17 de febrero de 2014 presentó en el programa Su sana adicción sus sencillos «Doy un paso atrás» y «Sin ti».

## Lista de canciones
- Descarga digital

| Doy un paso atrás — Single |                     |          |  |
| N.º                        | Título              | Duración |  |
| 1.                         | «Doy un paso atrás» | 3:55     |  |

- Sencillo en CD

| — Sencillo en CD - Edición estándar |                     |          |  |
| N.º                                 | Título              | Duración |  |
| 1.                                  | «Doy un paso atrás» | 3:55     |  |

| — Sencillo en CD - Bonus DVD |                               |          |  |
| N.º                          | Título                        | Duración |  |
| 1.                           | «Doy un paso atrás» (en vivo) | 4:07     |  |

## Video musical

### Desarrollo
El 9 de febrero de 2014, Samo anunció en su cuenta de Twitter oficial que el video musical del sencillo fue grabado el 17 y 18 de febrero en Guanajuato, México, a su vez agregó que la ciudad es «el mejor escenario para una historia de amor». El 13 de febrero de 2014 se confirmó que el video sería dirigido por Ricardo Calderón, y que contaró con la participación de dos actores, el cantante agregó «habrá mucha pasión, mucho drama, es maravillosa la idea que tiene mi director». Además, el 13 de febrero de 2014, se lanzó un concurso que permitirá que los fanáticos mexicanos del cantante tengan la posibilidad de participar en la filmación del video en Guanajuato. La actriz elegida fue la mexicana Claudia Álvarez y el actor fue Ezequiel Meilutis. Las locaciones utilizadas en la grabación del video fueron la calle subterránea Miguel Hidalgo, el Hotel 1850, el Hotel Edelmira, el Mirador del Pípila y el Teatro Juárez.

«Amos sus canciones y estoy muy orgullosa de estar en su videoclip, porque necesitaban actores y no modelos, y entonces que me hablaron»
Álvarez sobre su participación en el video musical.

El video musical se estrenó el 20 de marzo de 2014 a través del canal Ritmoson Latino, finalmente fue subido a cuenta VEVO del cantante.

### Posiciones del video
| Lista (2014) | Posición |
| ------------ | -------- |
| Dame Diez    | 1        |

## Posicionamiento

### Listas
| País   | Organismo      | Lista                  | Mejor posición |
| 2014   | 2014           | 2014                   | 2014           |
| ------ | -------------- | ---------------------- | -------------- |
| México | Monitor Latino | Top Pop                | 6              |
| México | Billboard      | México Español Airplay | 6              |
| México | Billboard      | México Airplay         | 18             |
| México | Chart Club     | Top Español 100        | 22             |

## Lanzamiento
| Región              | Fecha                   | Formato                                  | Edición          | Discográfica |
| ------------------- | ----------------------- | ---------------------------------------- | ---------------- | ------------ |
|                     | 21 de diciembre de 2013 | Radio Premiere                           | Edición estándar | Sony Music   |
| 16 de julio de 2013 | Descarga digital        | Edición estándar                         |                  | Sony Music   |
| 23 de julio de 2013 | Descarga digital        | Edición estándar + DVD (Versión en vivo) |                  | Sony Music   |